# Brigitte Kieffer
Brigitte Kieffer (Clichy, 26 de febrero de 1958) es una neurobióloga molecular de nacionalidad francesa.
Es conocida por sus descubrimientos sobre los receptores de opiáceos. Su especialidad incluye: psiquiatría molecular, adicción, trastornos anímicos, dolor y desórdenes del desarrollo. La Dra. Kieffer tiene reputación internacional en el campo de los receptores de opiáceos, y ha allanado el camino para una mejor comprensión de los mecanismos cerebrales implicados en el dolor, la enfermedad mental y adicción a las drogas. Continuó impulsando la investigación y dirigió un equipo de más de 300 personas. Sus descubrimientos han permitido comprender los mecanismos de interacción de moléculas como la morfina o heroína para eliminar el dolor, y la aparición de adicción a las mismas.

## Trayectoria
Kieffer se graduó en la Universidad de Estrasburgo, en Francia, donde más tarde fue profesora. Llegó a ser Directora de Investigación del Instituto Nacional de la Salud y la Investigación Médica (INSERM). Su investigación principal se desarrolló más tarde en el Instituto de genética y de biología molecular y celular (IGBMC) en Estrasburgo en 2001. Dirigió el IGBMC desde 2012 hasta 2013. En enero de 2014 fue nombrada directora científica y profesora de psiquiatría del Centro y ocupó la cátedra Monique H. Bourgeois en trastornos generalizados del desarrollo de la facultad de medicina de la Universidad McGill.

«Elegí la ciencia porque es donde parecía estar la emoción.»
Brigitte Kieffer, en 2015.